# Nikolaos Stratos

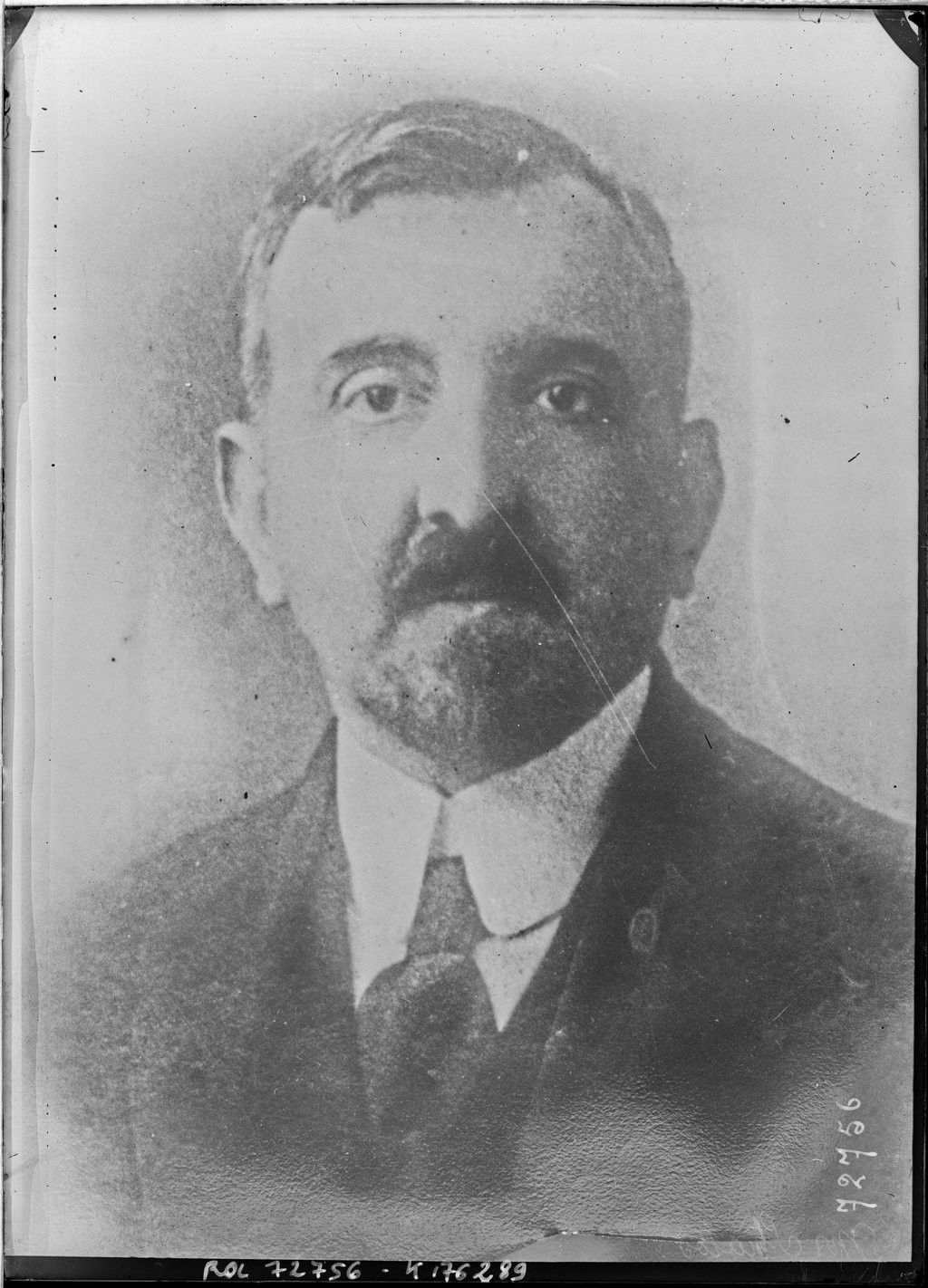
Nikolaos Stratos

Nikolaos Stratos (Grieks: Νικόλαος Στράτος) (Loutro, Etolia-Akarnania, 16 mei 1872 - Goudi, 15 november 1922) was een Grieks eerste minister.

## Levensloop

### Vroege politieke carrière
Geboren in Loutro, werd Nikolaos Stratos in 1902 verkozen in het Parlement van Griekenland. In 1909 werd hij minister van Binnenlandse Zaken onder Kiriakoulis Mavromichalis nadat de Militaire Liga de macht had overgenomen. In 1911 werd hij verkozen tot voorzitter van het Grieks Parlement.

### Eerste minister
In 1922 leed Griekenland bij de Grieks-Turkse Oorlog van 1919-1922 een zware nederlaag toen het Griekse leger de Turkse stad Ankara wou innemen. Premier Dimitrios Gounaris trad op 16 mei 1922 af na een motie van wantrouwen in het parlement en koning Constantijn I vroeg aan Stratos om een regering te vormen. Stratos wou enkel een voorlopige regering vormen en raadde de koning aan om Petros Protopapadakis tot formateur te benoemen. Op 22 mei was Protopapadakis klaar met zijn opdracht en eindigde het premierschap van Stratos.

### Proces en executie
In september 1922 werden Nikolaos Stratos, Dimitrios Gounaris, Petros Protopapadakis en enkele anderen beschuldigd voor hoogverraad wegens de nederlaag van Griekenland bij de Grieks-Turkse oorlog. In hun proces, het zogenaamde Proces van de Zes, werden ze ter dood veroordeeld. Op 15 november 1922 volgde hun executie in Goudi.
Zijn zoon Andreas Stratos werd ook een belangrijk politicus en zijn dochter Dora Stratou werd een bekende Griekse actrice.
- Bibliothèque nationale de France: cb167491265 (data)
- Gemeinsame Normdatei: 141842369
- International Standard Name Identifier: 0000 0000 8253 6925
- Library of Congress Control Number: n98050946
- Virtual International Authority File: 65785023
- WorldCat: E39PBJhxgHdhmxKkpFbhm9dCwC